# Bagdati
Bagdati (gruzínsky ბაღდათი), za sovětské éry přejmenované na Majakovskij, je administrativním střediskem okresu Bagdati v kraji Imeretie v západní Gruzii.

## Historie
Bagdati je jedním z nejstarších sídel historické země Imeretie. Jeho název je odvozen od stejného původu jako název hlavního města Iráku, Bagdád: هدیه Bag „Bůh“ + خدا dāti „dáti“, což lze ze staroperštiny přeložit jako „Dáno Bohem“ nebo „Boží dar“. V roce 1940 bylo přejmenováno na Majakovský (gruzínsky: მაიაკოვსკი), podle básníka Vladimira Majakovského, který se zde roku 1893 narodil. Roku 1981 byl sídlu propůjčen status města. V roce 1990 byl obnoven původní název „Bagdati“.

## Geografie
Bagdati leží na levém břehu řeky Chanisckali, levém přítoku Rioni, 170 km západoseverozápadně od hlavního města Tbilisi a 25 km jihojihovýchodně od Kutaisi.

## Demografie
| Rok  | Počet obyvatel |
| ---- | -------------- |
| 1959 | 4586           |
| 1970 | 4609           |
| 1979 | 4831           |
| 1989 | 5465           |
| 2002 | 4714           |
| 2009 | 4800           |
| 2014 | 3707           |

## Hospodářství
V Bagdati je výroba nábytku a potravinářský průmysl (konzervárna a výroba vína).

## Doprava
Z Bagdati vede místní komunikace údolím řeky Chanisckali přes 2 180 m vysoký Zekarský průsmyk do lázeňského města Abastumani a dále do Achalciche, hlavního města sousedního kraje Samcche-Džavachetie.
Nejbližší železniční stanicí je 19 km vzdálená Kutaisi.

## Pamětihodnosti
V Bagdati je muzeum Vladimira Majakovského a národní divadlo.

## Osobnosti
- Vladimir Vladimirovič Majakovskij (1893–1930), básník